# 髙井翔太
髙井 翔太（たかい しょうた、2000年5月24日 - ）は、ジャパンラグビーリーグワンレッドハリケーンズ大阪に所属するラグビー選手。

## プロフィール
- ポジションはプロップ(PR)[1]。
- 身長 171 cm、体重 105 kg

## 来歴
2019年、常翔学園高校卒業後、帝京大学に入る。
2023年1月、アーリーエントリーでNTTドコモレッドハリケーンズ大阪(現・レッドハリケーンズ大阪)に加入。同年3月、帝京大学卒業後、同年4月1日に行われたJAPAN RUGBY LEAGUE ONE第12節クリタウォーターガッシュ昭島戦にて途中出場でリーグワン公式戦初出場を果たした。